# Skrajnia drogowa
Skrajnia drogowa – wymiary poprzecznego przekroju obrysu drogi kołowej zapewniające bezkolizyjne przemieszczanie się pojazdów po drodze, t.j. wolna przestrzeń przeznaczona do prowadzenia ruchu. Wymiary skrajni na drogach określają odpowiednie rozporządzenia.